# Palmaria

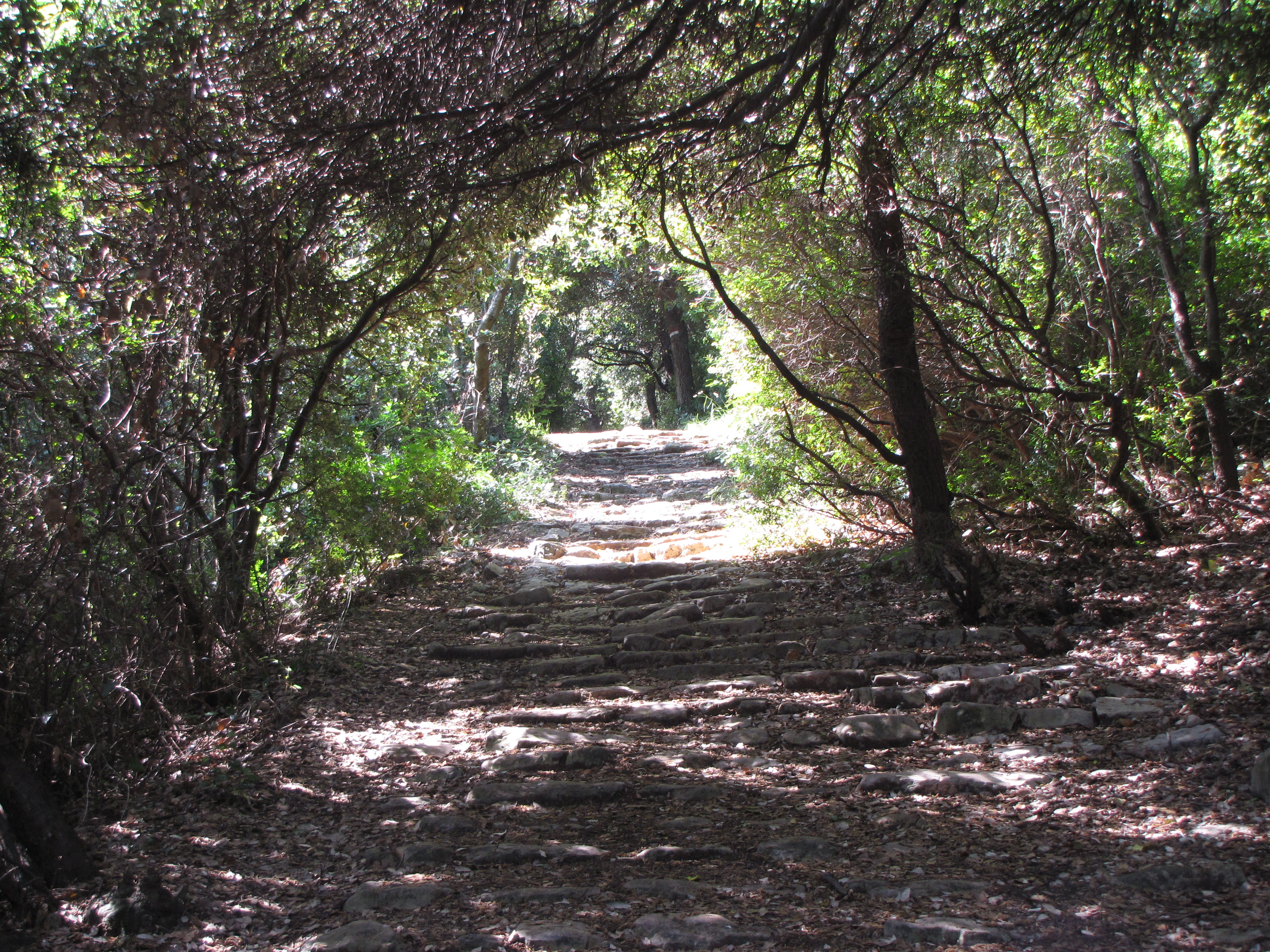
Vandringsled på Palmaria

Palmaria är en italiensk ö i Liguriska havet i västligaste delen av La Speziabukten. Med sina 1,6 km² är ön den största i arkipelagen, som består av tre närliggande öar utanför fastlandsstaden Porto Venere. De andra öarna, Tino, och den minsta Tinetto, ligger längre söderut.
1997 blev arkipelagen tillsammans med Porto Venere och Cinque Terre ett världsarv.

## Portoromarmor
På Palmaria finns ett övergivet marmorbrott där man en gång i tiden bröt en värdefull svart marmor med stråk av guld. Denna marmor kallas portoro. I marmorbrottet finns fortfarande rester av lyftkranar som har använts för att flytta block samt murar av de hus som arbetarna bodde i.